# Freddy González
Freddy Excelino González Martínez (Líbano, 18 giugno 1975) è un ex ciclista su strada colombiano.

## Carriera
Scalatore al pari di molti suoi connazionali, ha vinto nel 2001 e nel 2003 la maglia verde di miglior grimpeur al Giro d'Italia.
In carriera vanta 34 successi.

## Palmarès
- 1999

5ª tappa Vuelta al Táchira
8ª tappa Vuelta al Táchira
4ª tappa Ruta Ciclista Mexico
4ª tappa Vuelta a Colombia
- 2000

Classifica generale Clásica de Meta
Clásica de Libano
Clásica Palo Cavildo
tappa Due Giorni di Ataco
Classifica generale Due Giorni di Ataco
- 2001

3ª prova Trofeo dello Scalatore
Classifica finale Trofeo dello Scalatore
8ª tappa Clásico RCN
Clásica de Cambao
Clásica de Flandes
- 2002

tappa Clásico de la Feria
2ª tappa Clásico RCN
6ª tappa Clásico RCN
tappa Clásica Palo Cavildo
tappa Clásica Palo Cavildo
Classifica generale Clásica Palo Cavildo
Clásica de Guamo
Clásica Roldanillo
Clásica de Los Santanderes
tappa Clásica de Los Ibague
Classifica generale Clásica de Los Ibague
Clásica de Los Juces
- 2003

Ibaque Guyabal
Clásica de Randes
- 2004

8ª tappa Vuelta al Táchira
12ª tappa Vuelta al Táchira
Classifica generale Tour de Langkawi
8ª tappa Vuelta a Venezuela
1ª tappa Clásica Nacional de Ciclismo Rafael Mora Vidal
Classifica generale Clásica Nacional de Ciclismo Rafael Mora Vidal
1ª tappa Clásico RCN
- 2005

4ª tappa Settimana Ciclistica Lombarda (Trescore Balneario > Selvino)
- 2006

Clásica Nacional de Ciclismo Rafael Mora Vidal
- 2007

Clásica Nacional de Ciclismo Rafael Mora Vidal
11ª tappa Vuelta a Colombia
- 2009

Classifica generale Vuelta a Antioquia
- 2010

7ª tappa Vuelta a Colombia
- 2011

12ª tappa Vuelta a Colombia
- 2015

5ª tappa Clásico RCN

### Altri successi
- 2001

Classifica scalatori Giro d'Italia
- 2003

Premio della Combattività Giro d'Italia
Classifica scalatori Giro d'Italia

## Piazzamenti

### Grandi giri
- Giro d'Italia

2000: ritirato (18ª tappa)
2001: 46º
2002: ritirato (10ª tappa)
2003: 35º
2004: ritirato (9ª tappa)
2005: non partito (6ª tappa)
- Vuelta a España

2005: ritirato (12ª tappa)

### Competizioni mondiali
- Campionati del mondo

Verona 2004 - In linea: 47º
- Giochi olimpici

Sydney 2000 - In linea: ritirato